# Бастида де Доси
Бастида де Доси (итал. Bastida de' Dossi) је насеље у Италији у округу Павија, региону Ломбардија.
Према процени из 2011. у насељу је живело 199 становника. Насеље се налази на надморској висини од 78 м.

## Становништво
| 1931. | 1936. | 1951. | 1961. | 1971. | 1981. | 1991. | 2001. | 2011. |
| ----- | ----- | ----- | ----- | ----- | ----- | ----- | ----- | ----- |
| 360   | 357   | 326   | 323   | 239   | 193   | 189   | 199   | 172   |